# Baleshwar (huyện)
Huyện Baleshwar là một huyện thuộc bang Odisha, Ấn Độ. Thủ phủ huyện Baleshwar đóng ở Baleshwar. Huyện Baleshwar có diện tích 3706 ki lô mét vuông. Đến thời điểm năm 2001, huyện Baleshwar có dân số 2023056 người.